# 拉帕爾馬島
拉帕爾馬島（西班牙語：La Palma），曾称圣米格尔-德拉帕尔马（西班牙語：San Miguel de La Palma），是西班牙加那利群島最西北端的火山島，屬於聖克魯斯-德特內里費省的一部分。面積708平方公里，是該群島第五大島嶼。島上最高點海拔2,426米。2020年人口83,458人，其中约一万六千人居住在首府圣克鲁斯-德拉帕尔马，约两万人在最大城市洛斯利亚诺斯-德阿里达内。經濟活動主要是農業（香蕉）和旅遊業。
|                |                |
| 拉帕尔马岛旗帜 | 拉帕尔马岛徽章 |

## 起源和地质

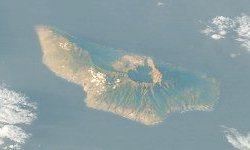
卫星图

拉帕尔马岛，跟加那利群岛的其它岛屿一样，是一个海洋火山岛。火山从大西洋底部升至七千米高。有一条道路从海平面通往2426米高被称为“穆查丘斯罗克”（直译：男孩們的岩石）光秃秃的石头顶峰。山顶附近坐落着世界上有名的穆查丘斯罗克天文台。
拉帕尔马岛的地貌是火山形成的结果。拉帕尔马岛的北部占据着塔武连特火山口，火山口的直径为9千米，深度为1500米。火山口包围着高度为1600米到2400米的山脉。

## 历史

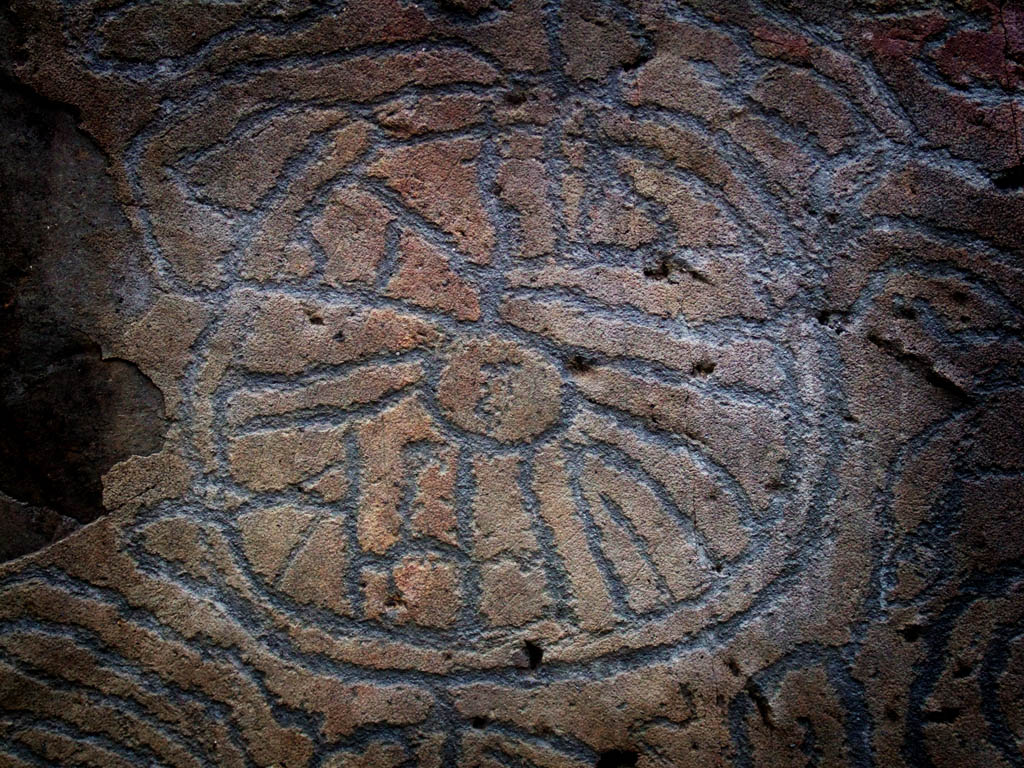
关切人遗留下来的岩刻

在欧洲殖民者到来的时候，加那利群岛上有原住民居住。这些原住民被整体称为关切人，尽管拉帕尔马岛的原住民严格来说应称为“奥阿里塔人”（Auaritas）。这些原住民的起源不太清楚，但普遍相信他们和北非的柏柏尔人有共同的祖先。关切人有着新石器时代文明，整个社会分成一些由首领领导的氏族。关切人给拉帕尔马岛取的的名字叫“Benahoare”。关切文明所留下的遗迹有他们居住过的岩洞、神秘的岩刻、以及山间的石路。自从西班牙征服拉帕尔马岛之后，岛上原住民要么被杀害、被奴隶贸易出售、或被西班牙人同化，作为一个独立民族已经消失。
2021年9月19日，岛上的老昆布雷火山再次喷发，並持續約3個月至同年12月才結束。

## 行政区划
拉帕尔马岛是圣克鲁斯-德特内里费省的一部分。岛屿分成14个市镇：
- 巴洛文托
- 上布雷尼亚
- 下布雷尼亚
- 埃尔帕索
- 拉帕尔马岛丰卡连特
- 加拉菲亚
- 洛斯利亚诺斯-德阿里达内
- 蓬塔戈尔达
- 蓬塔利亚纳
- 圣安德烈斯和绍塞斯
- 圣克鲁斯-德拉帕尔马（首府，当地人简称为圣克鲁斯）
- 塔萨科尔特
- 蒂哈拉费
- 马索镇

## 经济
岛上经济来源主要来自农业和旅游业。在岛西部洛斯利亚诺斯-德阿里达内的山谷中有很多香蕉种植园。其它种植物包括鹤望兰（天堂鸟花）、柑桔、鳄梨和葡萄。本地产的葡萄酒也很出名。当地的农场里养着奶牛、绵羊和山羊。这里也出产山羊奶酪。
有些渔民出海捕魚为本地市场提供海鲜。

## 自然象征物
拉帕尔马岛官方的自然象征物（岛鸟和岛树）是红嘴山鸦（Pyrhocorax pyrhocorax）和加那利松（Pinus canariensis）。

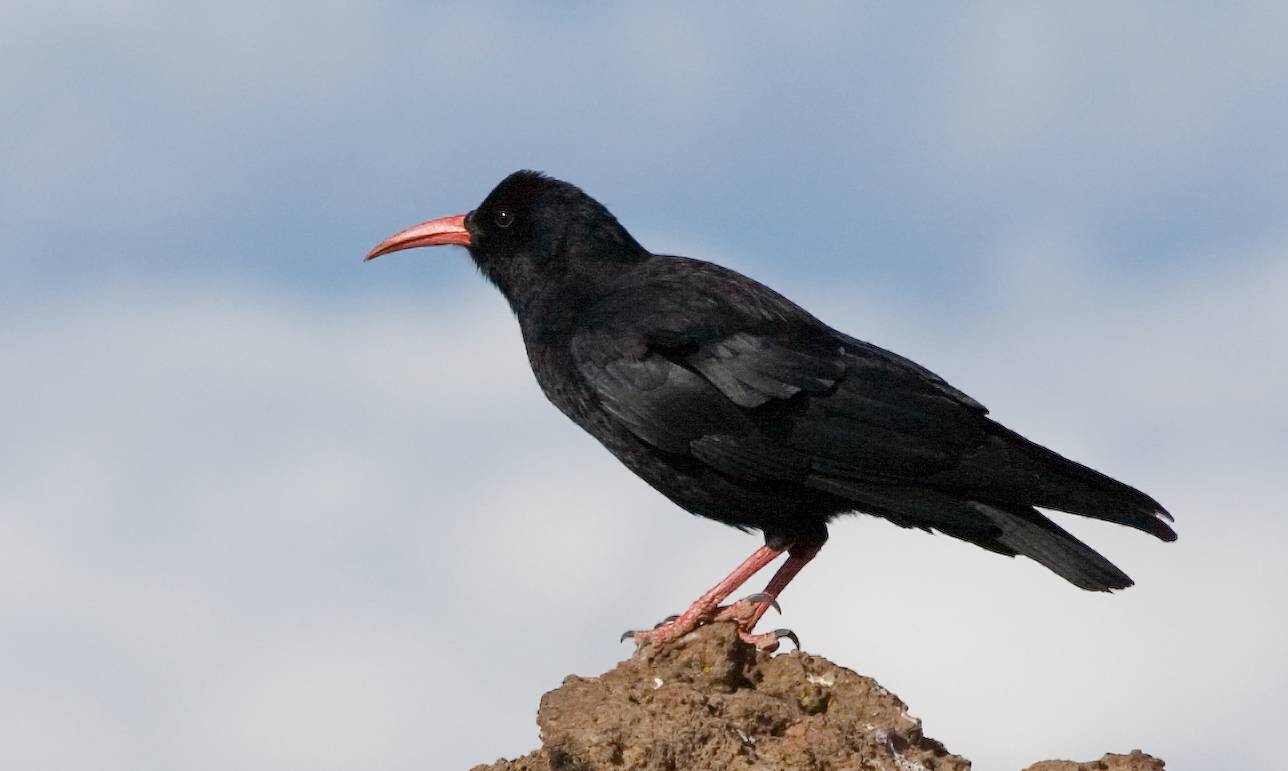
红嘴山鸦（Pyrhocorax pyrhocorax）
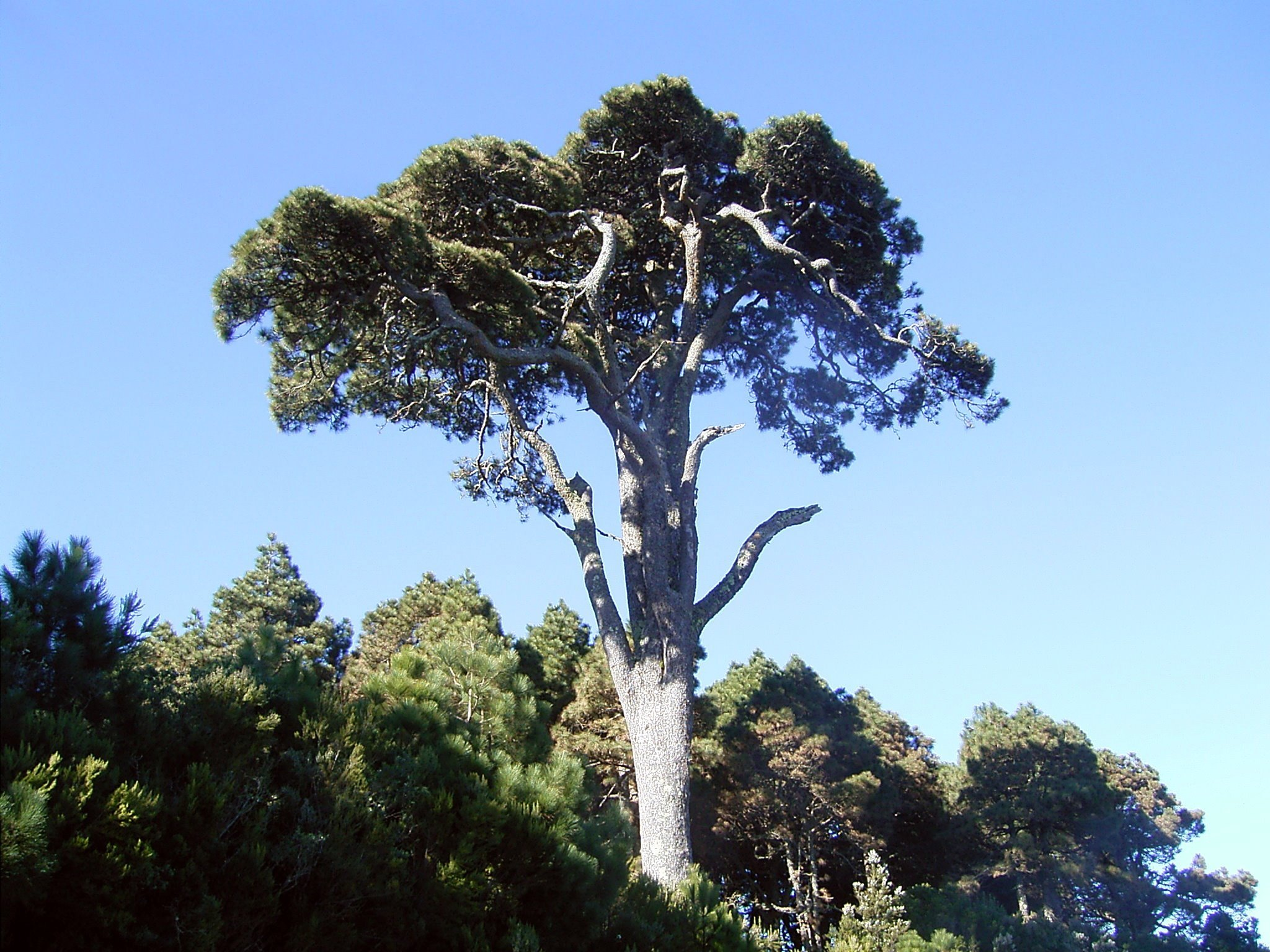
加那利松（Pinus canariensis）

## 交通
拉帕尔马岛有大约1200公里长的公路网。大多数主路是路况良好的柏油路。有一条长达180公里的公路环绕着整个岛屿。从圣克鲁斯往西有一条通往洛斯利亚诺斯-德阿里达内的公路，在这条公路上有来回两条单行隧道。
拉帕尔马机场主要提供前往特内里费岛和大加那利岛的航班服务。在圣克鲁斯码头也有前往其它岛屿的轮渡。

## 流行文化
2024年Netflix原創影集《逃離火山島》的靈感來自於島上可能發生的災難。

## 图集

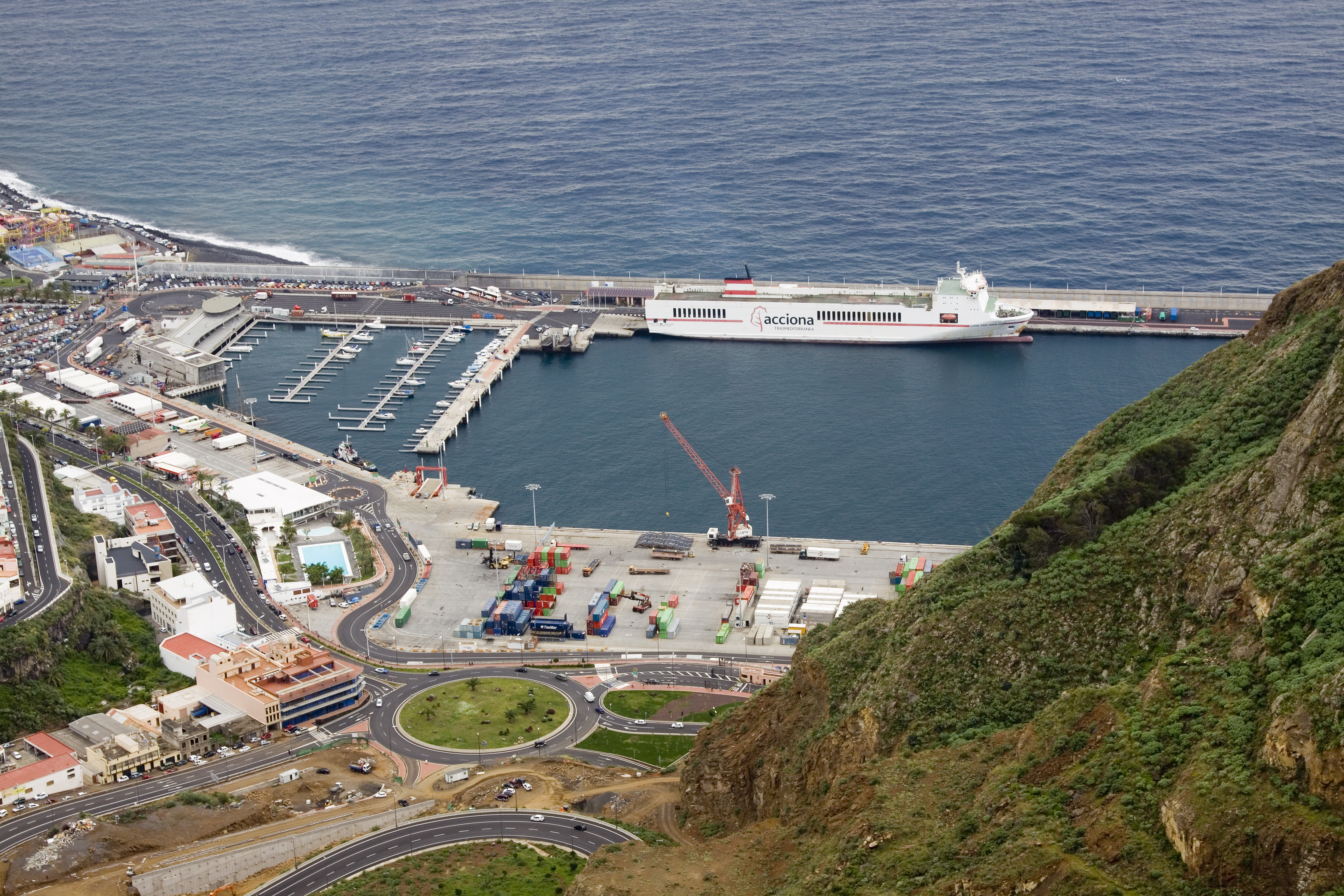
圣克鲁斯港口
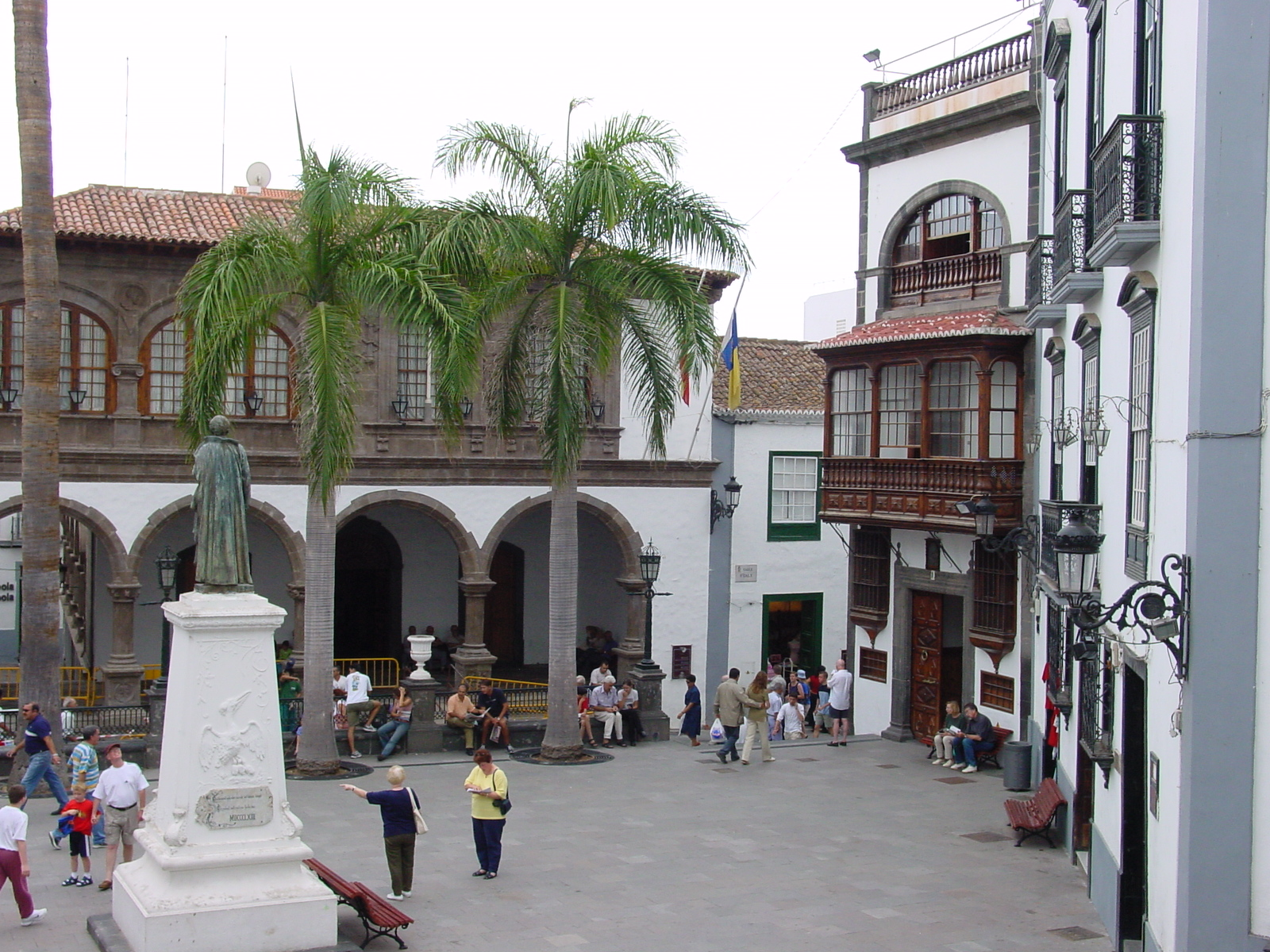
圣克鲁斯的西班牙广场
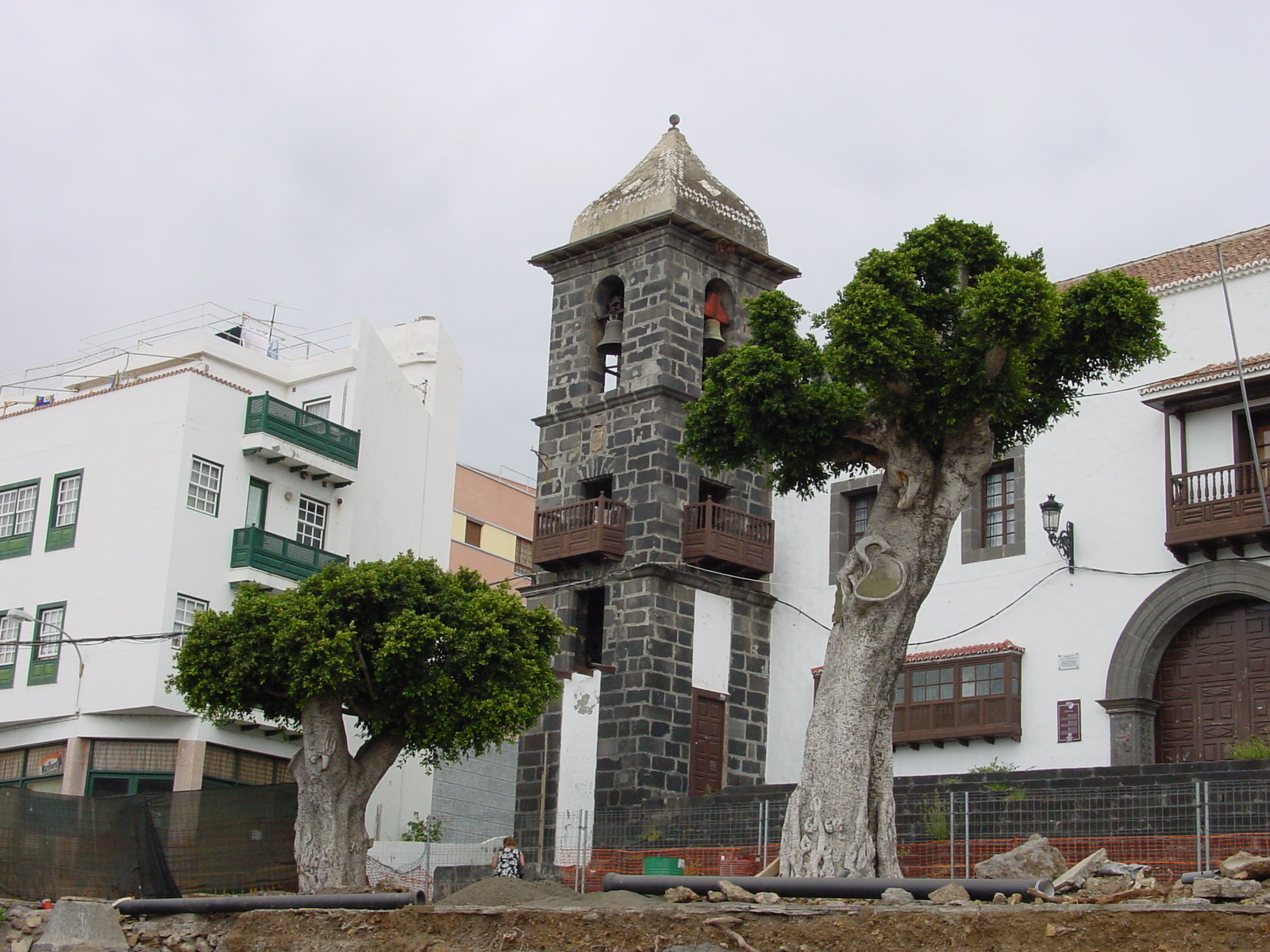
圣克鲁斯的教堂
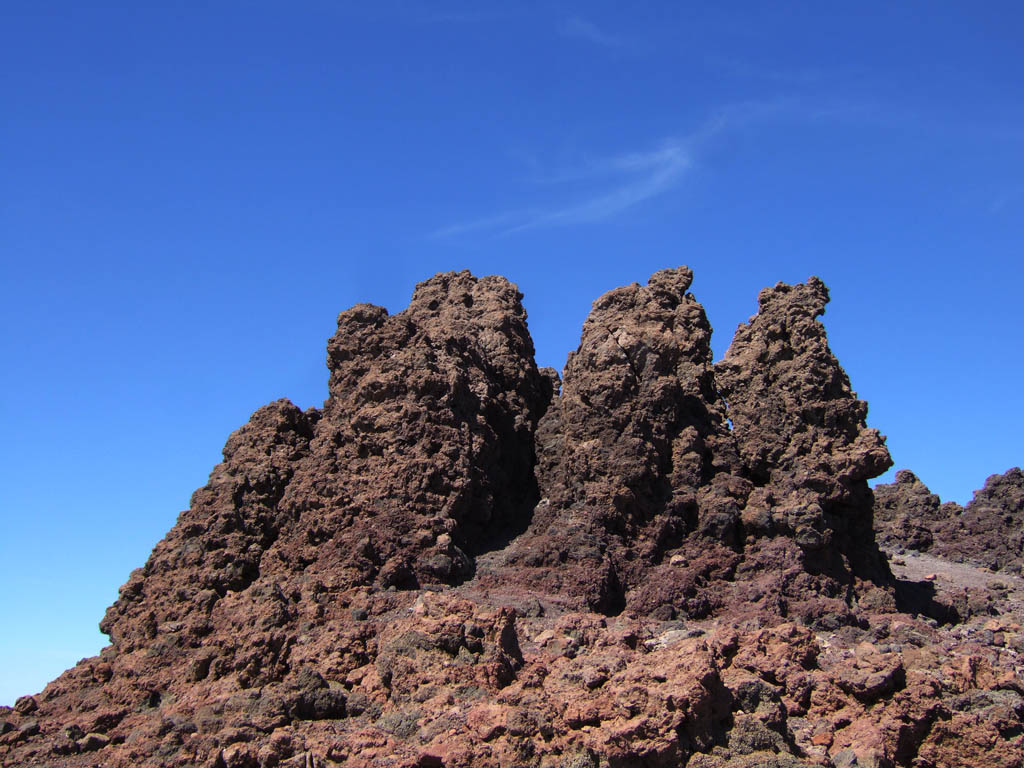
穆查丘斯罗克（英语：Roque de los Muchachos）
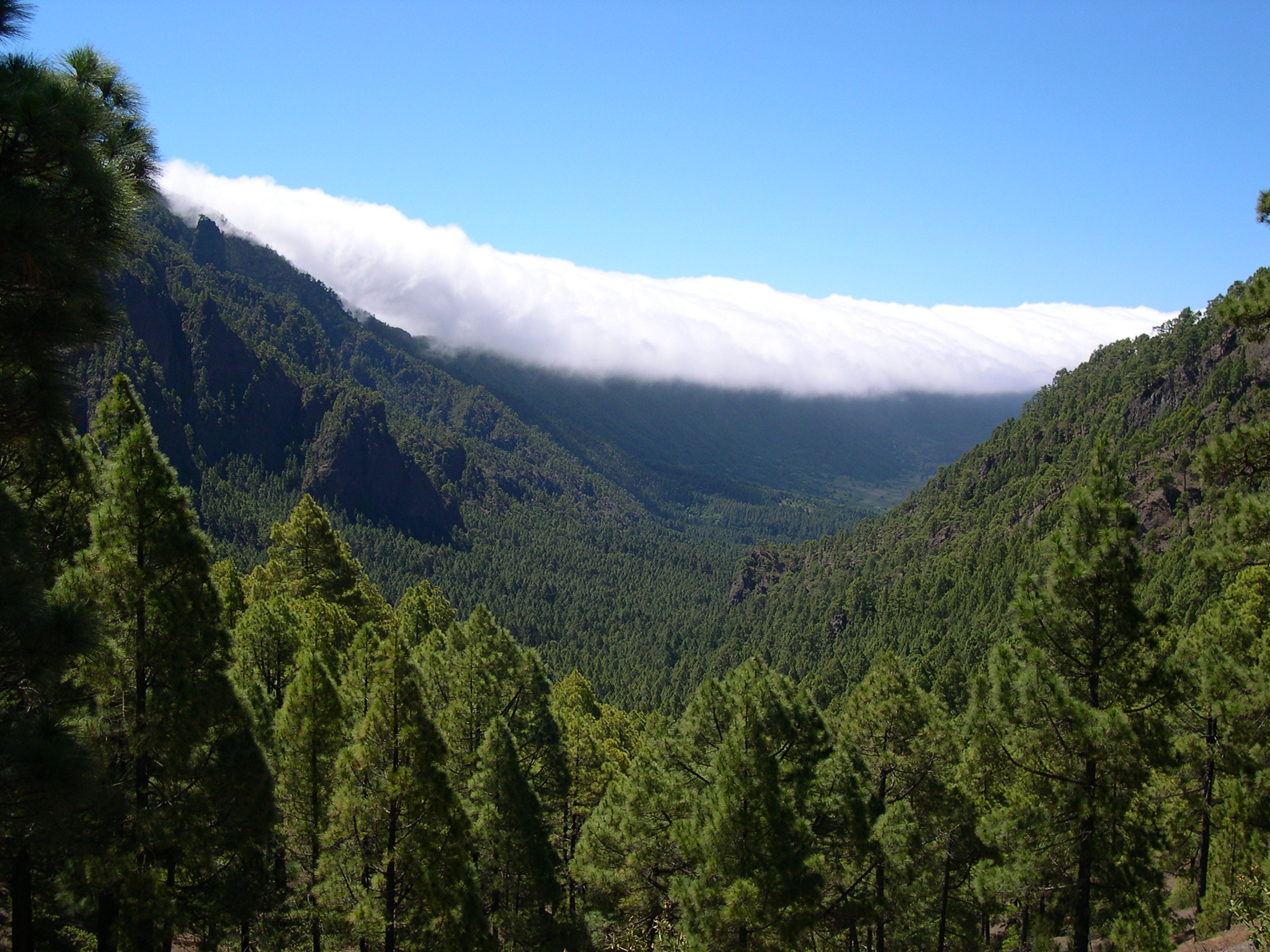
塔武连特火山口
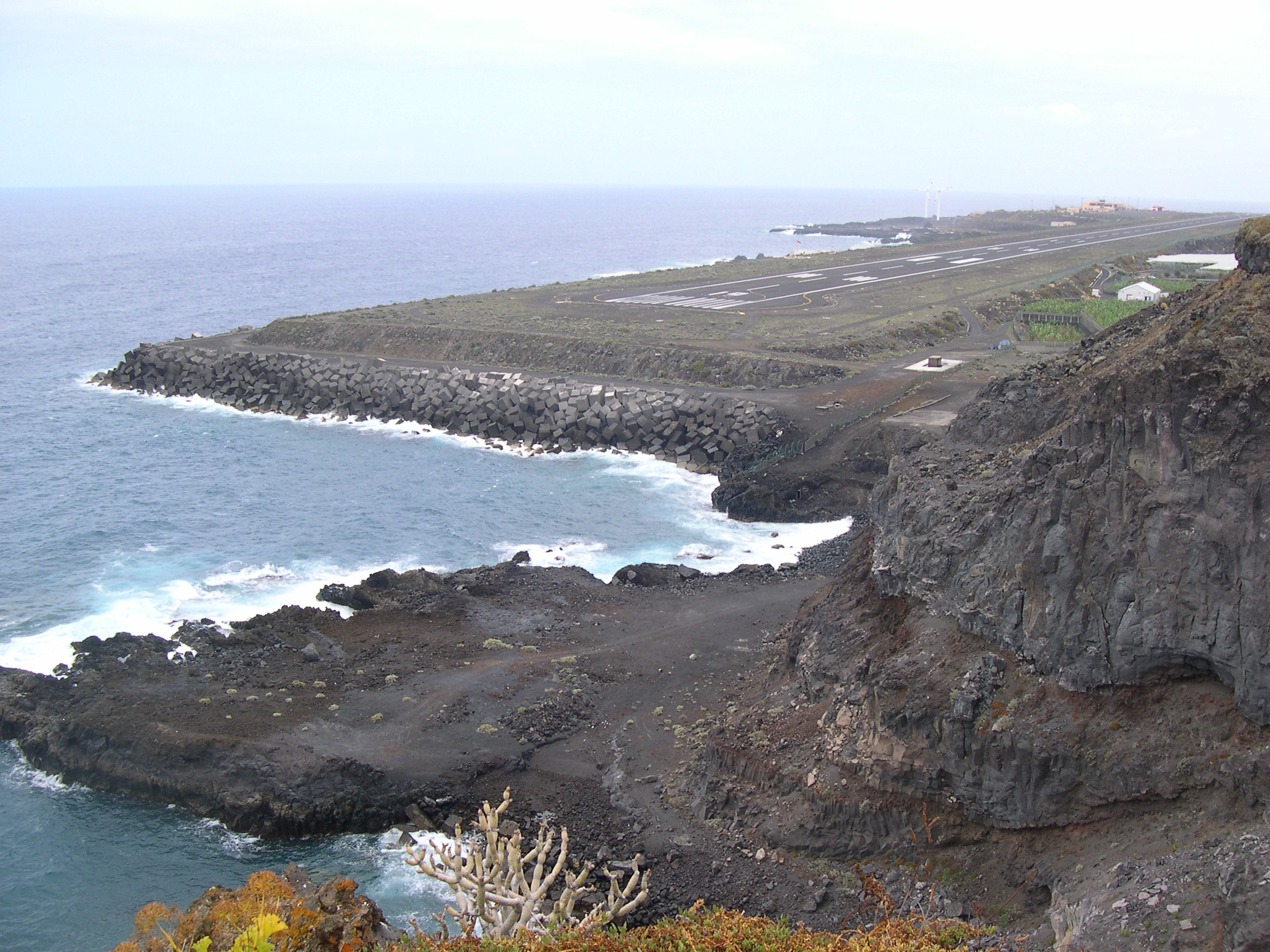
拉帕尔马机场跑道

## 外部連結
- La Palma - Un pequeño paraíso de grandes experiencias (旅游信息) （页面存档备份，存于） （西班牙文） (www.visitlapalma.es)
- Cabildo Insular de La Palma (官方政府网站) （页面存档备份，存于） （西班牙文） (www.cabildodelapalma.es)
- La Palma - The official website of the Canary Islands （页面存档备份，存于） （英文） (www.hellocanaryislands.com)
- La Palma's On-line Community with Tourist Information （页面存档备份，存于） （英文） (www.lapalma.es)
- Isla de La Palma Guide - An online Travel Guide to La Palma, Canary Islands （页面存档备份，存于） （英文）（荷兰文） (www.islalapalma.com)
- The Island of La Palma （页面存档备份，存于） （英文） (www.ing.iac.es)
- Interactive 360° panoramic photographs of La Palma in QuickTime VR and Java VR （页面存档备份，存于） （英文） (www.lapalma360.de)
- Balans Travel - La Palma （页面存档备份，存于） （英文） (www.balans-lapalma.com)
- La Palma Tsunami - The mega-hyped tidal wave story （英文） (www.lapalma-tsunami.com)
- Scientists warn of massive wave （页面存档备份，存于） （英文） (www.cnn.com)
- Tidal wave threat 'over-hyped' （页面存档备份，存于） （英文） (news.bbc.co.uk)